# Matrem
Matrem (Tanacetum parthenium) er en 20-60 centimeter høj, buskagtig urt med mange små margerit-lignende blomster. Den lugter stærkt og smager bittert.

## Beskrivelse
Bladene er lysegrønne/gullige. Planten blomstrer i juli/august og er flerårig, men lever ikke i mange år. Til gengæld er den flittigt frø-spredende.

## Voksested
Matrem er en forvildet lægeplante, som stammer fra Sydeuropa, og i Danmark vokser den i hele landet ved bebyggelser og ruderater.

## Anvendelse
Matrem siges at være effektiv til behandling af hovedpine og migræne. Mod almindelig hovedpine og tømmermænd kan man spise et par blade af planten – helst lagt ind under pålæg i en mad, da den kan give sår i munden og i øvrigt smager meget bittert.
Den spirer villigt og én gang indført i haven, har man den til 'evigt' eje. Det er en nem og dekorativ plante til blomsterbede og køn i buketter.